# Obóz Polski Walczącej

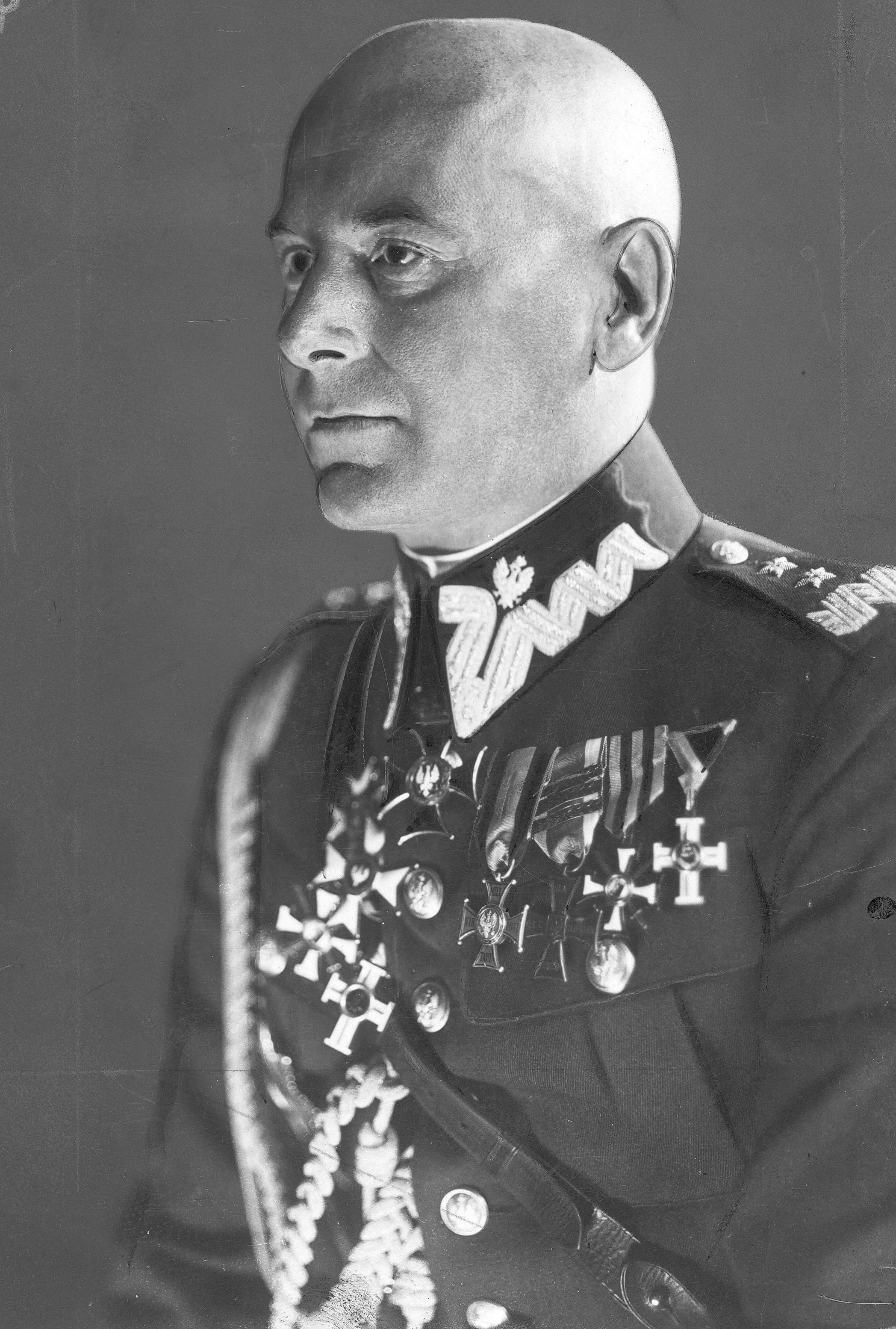
Marszałek Polski Edward Śmigły-Rydz – polityczny patron Obozu Polski Walczącej

Obóz Polski Walczącej (OPW) – polska organizacja konspiracyjna o charakterze polityczno-wojskowym, będąca częścią obozu piłsudczykowskiego. Została utworzona w sierpniu 1942 w okupowanej przez Niemców Warszawie, w wyniku połączenia ośmiu mniejszych organizacji kontynuujących politykę Obozu Zjednoczenia Narodowego. Komendantem OPW był Julian Piasecki (do sierpnia 1944).
Wywodzący się ze środowiska piłsudczykowskiego i będący w opozycji do rządu RP na uchodźstwie Obóz Polski Walczącej działał głównie w Warszawie i Krakowie, współpracując z Konfederacją Narodu i Ojczyzną. 15 października 1942 w wyniku rozłamu w OPW powstał Konwent Organizacji Niepodległościowych (KON). W lutym 1943 oddziały wojskowe Obozu pod dowództwem pułkownika Jana Zientarskiego podporządkowały się Armii Krajowej walcząc następnie w powstaniu warszawskim. W grudniu 1943 OPW i KON podjęły współpracę, w grudniu 1944 połączyły się w Centrum Państwowo-Narodowe rozwiązane we wrześniu 1945.
Głównymi organami prasowymi Obozu Polski Walczącej były „Państwo Polskie”, „Polska” i „Przegląd Polityczny”, a także poświęcony zagadnieniom kultury "Nurt" i wojskowości - "Dekada".